# Стеблин-Каменский, Степан Павлович
Степан Павлович Стеблин-Каменский (26 апреля [8 мая] 1814, Полтава — 17 [29] декабря 1885, Полтава) — педагог и писатель; сын Павла Степановича Стеблина-Каменского.

## Биография
Родился 26 апреля (8 мая) 1814 года в Полтаве в семье П. С. Стеблин-Каменского, в то время — коллежского советника. Первоначальное образование получил в доме своих родителей, затем — в Полтавской гимназии. 
В декабре 1832 года начала службу в полтавском приказе общественного призрения. Поскольку эта служба не соответствовала его наклонностям, он менее чем через три года оставил её, выдержал экзамен на звание учителя и с этого времени всецело посвятил себя педагогической деятельности, на поприще которой трудился пятьдесят лет с небольшим перерывом. Сначала, 7 августа 1835 года Стеблин-Каменский был назначен учителем русского языка в Золотоношское уездное училище. В декабре 1837 года он был перемещён учителем русского же языка в Полтавскую мужскую гимназию. Вскоре он приобрёл репутацию хорошего и трудолюбивого педагога и стал получать приглашения на уроки как в частных домах, так и в учебных заведениях. Так, в сентябре 1839 года его пригласили давать уроки в институте благородных девиц, в котором он в различное время преподавал географию, арифметику и русский язык. Кроме того, он в то же самое время давал уроки в нескольких частных пансионах (Плоховой, Дейнекиной, Гаевского, а несколько позже у Ганнота и Оливари). В 1852 году по болезни вышел в отставку.
Спустя восемь лет, когда было открыто «Полтавское женское училище 1-го разряда» (переименованное в 1870 году в «Мариинскую женскую гимназию»), Стеблин-Каменский поступил с 26 августа 1860 года  в неё преподавателем русского языка и оставался в этой должности двадцать пять лет, до новой отставки в сентябре 1885 года. В течение первых шести лет (с 1860 по 1866 гг.) он преподавал свой предмет безвозмездно и только с 1866 года стал получать жалованье. В 1862 году он снова был приглашён в институт благородных девиц
За свои усердные педагогические труды неоднократно получал награды и изъявления Высочайшего благоволения. Помимо должностей преподавателя в указанных учебных заведениях он состоял делопроизводителем попечительного совета женской гимназии, казначеем и смотрителем её здания (с 1866 г.), а также казначеем в местном управлении Российского общества Красного Креста. В течение многих лет Стеблин-Каменский состоял сотрудником «Полтавских губернских ведомостей», в которых печатал статьи (преимущественно общественного и педагогического характера) и стихи (религиозного содержания или приноровленные к определенному событию).
Из его статей, число которых весьма значительно, назовем: «Биографический очерк жизни Ивана Петровича Котляревского» («Северная пчела» 1839 г., № 146), «Воспоминание об И. П. Котляревском» («Полтавские губернские ведомости» 1866 г., № 45); «Столетний юбилей И. П. Котляревского» («Полтавские епархиальные ведомости» 1869 г., № 17); «Старинный колокол в Полтаве» («Русская старина» 1876 г., т. XVII, стр. 389—390). В «Полтавских епархиальных ведомостях» 1885 г. был помещён ряд религиозных стихотворений Стеблина-Каменского: «Вечерняя молитва», «Благовещение», «Из великого Канона», «Поклонение Кресту», «Похвальная суббота».
Скончался в Полтаве 17 (29) декабря 1885 года и был похоронен на новом Полтавском кладбище.
Был женат; его сыновья: Евгений (1840—1912), Леонид (1847—1899).